# Eduardo Bennett
Eduardo Bennett (La Ceiba, 11 de septiembre de 1968) es un exfutbolista hondureño nacionalizado argentino que jugó en los clubes San Lorenzo de Almagro, Argentinos Juniors y Quilmes Atlético Club de Argentina, Cobreloa de Chile, Olimpia y Vida de Honduras. Actualmente es miembro del staff de comentaristas del Canal Todo Deportes TV. 

## Biografía
Nació en La Ceiba, Honduras, el 11 de septiembre de 1968. Hizo su debut profesional con el Club de la Curacao en 1987 a los 18 años de edad, anotando el gol con el cual su equipo le empató al Club Deportivo Motagua.
Cuatro años más tarde, Bennett lograba su primer campeonato de Liga nacional con el Club Deportivo Olimpia, luego de que la temporada anterior había logrado su primer título de goleo individual al anotar 12 goles en esa temporada. 
Más tarde llegaría a la Argentina. Bennett destacó con el club San Lorenzo de Almagro. Al club de Boedo fue por recomendación del uruguayo Hernán Sosa. Fue el goleador azulgrana en el Apertura 93 (8 goles) y el Clausura 94 (5 goles). En la formación campeona del Clausura 95 jugó apenas dos partidos.
Después de su paso por San Lorenzo, Bennett pasó a formar parte de Argentinos Juniors. En el equipo de los "Bichos colorados" jugó entre las temporadas 1995 y 1999. El equipo de La Paternal no tuvo una buena  temporada y se fue al descenso tras 41 años ininterrumpidos del club en Primera División. En la B Nacional su entrega tremenda y su aporte goleador para el equipo donde 26 partidos marcó 23 goles, hicieron que el Bicho regresara a Primera, qué lo llevó a ser regularmente convocado a su seleccionado. Siguió en el plantel en la máxima categoría, pero algunas lesiones no le permitieron desarrollar el mismo potencial que mostró en el ascenso. Su paso por el club de la Paternal dejó un registro de 46 goles en 122 partidos.
Tras defender la camiseta del Cobreloa de Chile en 2000, en el año 2001 Eduardo Bennett jugó en Chacarita Juniors y durante la temporada 2001-2002 en Quilmes Atlético Club, donde se hizo presente en el marcador en 6 oportunidades. 
Luego de su regreso de Argentina, Bennett firmó para el Club Deportivo Victoria para la temporada del 2005 y para el Club Deportivo Vida la siguiente temporada. 
En el 2007 tuvo un breve paso por el Unión Ajax de la Liga de Ascenso de Honduras, y retornó a la  Liga de Primera División de Honduras con el Atlético Olanchano equipo con el cual descendió en el 2008.  

### Selección nacional
Eduardo Bennett participó en tres eliminatorias con la Selección de Honduras: Estados Unidos 1994, Francia 1998 y Corea Japón 2002, sin llegar a lograr clasificar al mundial.
Su debut en eliminatorias, se llevó a cabo en el estadio Nacional de Tegucigalpa ante unos 32,000 espectadores el 26 de julio de 1992. En esa oportunidad, Honduras derrotó a la Selección de Guatemala por 2-0 rumbo al mundial de Estados Unidos 1994. 
Durante esa eliminatoria, Bennett también destacó el 25 de abril de 1993, en la victoria por 2-0 de Honduras sobre El Salvador.
Además marcó el primer gol de la historia de la Copa de Oro de la Concacaf en el 4-2 de Honduras sobre Canadá el 28 de junio de 1991.

El 21 de septiembre de 1996 Eduardo Bennett participó con la Selección de Honduras que venció por primera vez a México en juegos clasificatorios para un mundial. 
En esa oportunidad, Bennett fue uno de los anotadores junto a Carlos Pavón en la victoria catracha de 2-1 sobre el cuadro Azteca con miras a la copa del mundo de 1998. 
Durante esa eliminatoria, Bennett también fue partícipe y anotador de una de las goleadas más escandalosas de una eliminatoria mundialista. Esta se dio el 17 de noviembre de 1996, cuando Honduras derrotó a la selección de San Vicente y las Granadinas por 11-1.
El último partido oficial de Eduardo Bennett con la Selección de Honduras, fue durante la eliminatoria para el mundial de Corea Japón 2002. En esa oportunidad, Bennett participó en la derrota de Honduras como visitante ante la Selección de Panamá por 0-1.

## Clubes
| Club                                 | País      | Año       |
| ------------------------------------ | --------- | --------- |
| Club Curacao                         | Honduras  | 1987-1990 |
| Cobras de Ciudad Juarez              | México    | 1990-1991 |
| Club Deportivo Olimpia               | Honduras  | 1991-1992 |
| Club Atlético San Lorenzo de Almagro | Argentina | 1993-1995 |
| Argentinos Juniors                   | Argentina | 1995-1999 |
| Cobreloa                             | Chile     | 2000      |
| Argentinos Juniors                   | Argentina | 2000-2001 |
| Chacarita Juniors                    | Argentina | 2001      |
| Quilmes                              | Argentina | 2001-2002 |
| Club Deportivo Olimpia               | Honduras  | 2003      |
| San Pedro                            | Honduras  | 2003-2005 |
| Club Deportivo                       | Honduras  | 2005      |
| Club Deportivo Vida                  | Honduras  | 2006      |
| Club Deportivo Olimpia               | Honduras  | 2007      |
| Unión Ajax                           | Honduras  | 2007      |
| Atlético Olanchano                   | Honduras  | 2007-2008 |
| Club Deportivo Necaxa                | Honduras  | 2009-2010 |

## Palmarés

### Campeonatos nacionales
| Título           | Club               | País      | Año  |
| ---------------- | ------------------ | --------- | ---- |
| Liga Nacional    | CD Olimpia         | Honduras  | 1992 |
| Primera división | San Lorenzo        | Argentina | 1995 |
| Nacional B       | Argentinos Juniors | Argentina | 1997 |

### Otros logros
| Título                       | Equipo (*)            | Sede | Año  |
| ---------------------------- | --------------------- | ---- | ---- |
| Subcampeón de la Copa de Oro | Selección de Honduras | EEUU | 1991 |

(*) Incluyendo la selección

### Distinciones individuales
| Distinción                                                         | Año  |
| ------------------------------------------------------------------ | ---- |
| Primer Anotador del Torneo de la Copa de Oro de la CONCACAF        | 1991 |
| Máximo Goleador del Torneo de Liga Nacional de Honduras (12 goles) | 1992 |
| Máximo Goleador del Nacional B (223 goles)                         | 1997 |